# Leptoneta comasi
Leptoneta comasi är en spindelart som beskrevs av Ignacio Ribera 1978. Leptoneta comasi ingår i släktet Leptoneta och familjen Leptonetidae.
Artens utbredningsområde är Spanien. Inga underarter finns listade i Catalogue of Life.